# غريغوري جيبسون
غريغوري جيبسون (بالإنجليزية: Gregory Gibson)‏ هو كاتب أمريكي، ولد في 10 يوليو 1945 في Athol, Massachusetts ‏ في الولايات المتحدة.